# Capranica Prenestina
Capranica Prenestina es una localidad italiana de la provincia de Roma, región de Lacio, con 386 habitantes.

## Evolución demográfica
| Gráfica de evolución demográfica de Capranica Prenestina entre 1861 y 2001 |
|                                                                            |
| Fuente ISTAT - elaboración gráfica de Wikipedia                            |